# Astra BM 6000
 (novembre 2021).
Si vous disposez d'ouvrages ou d'articles de référence ou si vous connaissez des sites web de qualité traitant du thème abordé ici, merci de compléter l'article en donnant les références utiles à sa vérifiabilité et en les liant à la section « Notes et références ».
Les Astra BM 6000 sont des camions-tombereaux de chantier, construits par le constructeur italien Astra SpA, à partir de 1989. Ces camions sont tous en configuration 6x4, 6x6 ou 8x4 avec cabine en fibre de verre.

## Modèles
Cette gamme pourrait être considérée comme une gamme de transition entre les anciennes séries BM, dont les caractéristiques techniques des modèles BM 305 et 309 montrent leur avance technologique dans le domaine des camions-tombereaux de chantier. Le châssis de la série BM 300 est conservé, et la cabine est simplement revue dans ses fonctionnalités en visant une meilleure acoustique et une amélioration du confort du conducteur. Par contre, les ponts et tout le système de freinage et l'installation électrique proviennent directement de chez Iveco. La gamme 6000 comprend les modèles :
- Astra BM 64, véhicule de chantier type 6x4, livrable en plusieurs configurations : 
  - châssis cabine destiné à recevoir un équipement extérieur : bétonnière avec pompe accolée pour le transport du béton frais, benne chantier dont le PTC est de 33 t,
  - châssis-plateau cabine pour le transport du marbre en carrière, dont les PTC routier est de 33 t, 50 t en chantier fermé,
  - avec benne Astra de 12 m3 pour chantiers et carrières, classé mezzo d'opera en Italie, dont le PTC est de 33 t ou 56 t avec remorque,
  - en version T, tracteur de semi-remorques chantier mezzo d'opera dont le PTRA est de 56 t ;
- Astra BM 66, la version 6x6 du BM 64.

Tous les modèles de cette gamme de véhicules étaient disponibles avec une cabine complète (toute largeur) entièrement en fibre de verre armé, ou une demi-cabine à une place pour le conducteur, la cabine pouvant être à droite ou à gauche selon la volonté du client et les impositions du code de la route du pays de destination.
À partir de cette gamme, Astra offrira de multiples motorisations puisées chez Iveco, motorisations identiques à celles montées sur le camion Iveco 330 : 304 - 352 - 364 - 420 et 480 ch DIN.

## Caractéristiques techniques gamme complète
| Modèle                   | Config.                  | Moteur          | Type       | Cylindrée (cm3) | Puissance (ch DIN) | Couple (Nm DIN)      | PTC / PTRA (t) |
| ------------------------ | ------------------------ | --------------- | ---------- | --------------- | ------------------ | -------------------- | -------------- |
| BM 64.26                 | Porteur 6x4              | Fiat 8210.02    | 6 en ligne | 13 798          | 260 à 2 200 tr/min | 980 à 900 tr/min     | 33             |
| BM 64.30 / 66.30         | Porteurs 6x4             | Fiat 8210.22    | 6 en ligne | 13 798          | 304 à 2 200 tr/min | 1 090 à 900 tr/min   | 33             |
| BM 64.31 / 66.31         | Porteurs 6x4             | Fiat 8210.22    | 6 en ligne | 13 798          | 310 à 2 200 tr/min | 1 090 à 900 tr/min   | 33             |
| BM 64.36 / 66.36         | Porteurs 6x4 / 6x6       | Fiat 8210.42    | 6 en ligne | 13 798          | 360 à 1 800 tr/min | 1 200 à 1 100 tr/min | 38 / 56        |
| BM 64.36T / 66.36T       | Tracteurs 6x4 / 6x6      | Fiat 8210.42    | 6 en ligne | 13 798          | 360 à 1 800 tr/min | 1 200 à 1 100 tr/min | - / 56 à 110   |
| BM 64.37 / 66.37 / 84.37 | Porteurs 6x4 / 6x6 / 8x4 | Fiat 8210.42    | 6 en ligne | 13 798          | 370 à 1 900 tr/min | 1 715 à 1 100 tr/min | 35 / 40 - 56   |
| BM 64.42 / 66.42         | Porteurs 6x4 / 6x6       | Iveco 8280.S.10 | V8         | 17 174          | 420 à 1 950 tr/min | 1 835 à 1 200 tr/min | 35 / 56        |
| BM 64.44 / 66.44 / 84.44 | Porteurs 6x4 / 6x6 / 8x4 | Iveco 8280S     | V8         | 17 174          | 440 à 1 900 tr/min | 2 100 à 1 100 tr/min | 35 / 35 / 40   |

## Évolution des BM 6000 vers les BM 6500
En 1990, le moteur V8 Iveco type 8281S de 17 174 cm3 de cylindrée développant 420 ch DIN à 1 950 tr/min avec un couple de 1 835 N m à 1 200 tr/min est installé sur les modèles BM 64.42 et 66.42.
En 1992, l'Iveco EuroTrakker est en cours de mise au point et la cabine Astra se réhausse de 100 mm. Le nouveau code de la route européen autorise les camions porteurs à quatre essieux. On remet donc au gout du jour les « mille pattes » italiens remontant aux années 1950. Les charges transportées évoluent donc. En France, le quatre essieux en configuration 8x4, 8x6 ou 8x8 (aucun constructeur français n'a jamais eu ce type de configuration) était homologué à 32 t. En Italie, 40 t.
Astra a voulu répondre aussi aux demandes de camions de chantier à quatre essieux provenant de l'étranger et présenta l'évolution de la série BM 6000 avec la série 6500 dont les différences extérieures étaient minimes : poignées de portières uniformisée avec les Iveco, parechocs avant et grille de calandre retouchés.
À partir de 1993, les motorisations évoluent avec l'adoption de nouveaux moteurs turbocompressés Iveco :
- Astra 84.37 - moteur Iveco 8210.44, 6 cylindres en ligne de 13 798 cm3 développant 360 ch DIN à 1 900 tr/min avec un couple de 1 620 N m à 1 100 tr/min ;
- Astra 84.44 - moteur Iveco 8280, V8 Turbo intercooler de 17 174 cm3 développant 442 ch DIN à 1 900 tr/min avec un couple de 2 100 N m à seulement 1 100 tr/min.

La gamme BM 6500 ne restera pas très longtemps au catalogue du constructeur. Elle sera remplacée dès le milieu d'année 1994 par la gamme HD 6 qui en repris la structure et les moteurs.